# Prozessordnung
Unter einer Prozessordnung versteht man die kodifizierte Zusammenstellung von Normen, die der Regelung kontradiktorischer Gerichtsverfahren dienen. Kontradiktorisch sind solche Verfahren, in denen zwei gegeneinander agierende Parteien auftreten, die Klage- bzw. Antragstellerpartei und die beklagte Partei bzw. Antragsgegnerpartei.
Kontradiktorisch sind zum einen Rechtsstreitigkeiten (Singular Rechtsstreit). Kontradiktorisch ausgestaltet und auch herkömmlich als Prozess bezeichnet ist etwa aber auch der Strafprozess, der zwar kein Rechtsstreit ist, aber traditionell verfahrensmäßig als Streitsache zweier grundsätzlich gleichberechtigter Parteien ausgestaltet ist. Fließend ist der Übergang zu Verfahrensordnungen, die zur Regelung gerichtlicher oder justizförmiger Verfahren ergangen sind, die keine Streitsachen sind, zu nennen sind hier die Verfahren der sogenannten freiwilligen Gerichtsbarkeit oder die Insolvenzordnung. Mitunter werden in solchen Verfahrensordnungen Verfahren, die grundsätzlich Streitverfahren sind, wie Ehesachen (z. B. Scheidungssachen und eheliche Güterrechtsstreitigkeiten) oder Abstammungssachen („Vaterschaftsklagen“) aus Gründen der Praktikabilität aus dem Prozessrecht ausgegliedert und dem Verfahren der freiwilligen Gerichtsbarkeit unterstellt, mitunter wird auch eine solche Maßnahme durch den Gesetzgeber, wie bei Wohnungseigentumssachen, wieder rückgängig gemacht. In solchen Zwischenbereichen nehmen auch diese Verfahrensordnungen Züge einer Prozessordnung an.
Eine Prozessordnung hat regelmäßig Vorschriften zur Zuständigkeit der Gerichte, die Einleitung und Gang des gerichtlichen Verfahrens, das Zustandekommen, die Bekanntgabe und Wirkungen der gerichtlichen Entscheidungen, die Rechtsmittel, die zwangsweise Vollstreckung gerichtlicher Entscheidungen, sowie meist über summarische und Eilverfahren zur vorläufigen Regelung oder Sicherung eines Zustandes zum Gegenstand. Im Falle des Strafprozesses treten noch Normen zum Eingriff in Rechte der Verfahrensbeteiligten bzw. -unterworfenen hinzu, namentlich zur Verhängung der Untersuchungshaft, der Anordnung von Beschlagnahmen, Durchsuchungen und zwangsweisen körperlichen Untersuchungen. Grundsätzlich ist in Prozessverfahren eine mündliche Verhandlung vorgeschrieben, von der in Ausnahmefällen abgesehen werden kann. Des Weiteren enthalten sie Vorschriften über die Beweisverfahren.
Gelegentlich finden sich in Prozessordnungen auch Vorschriften über die Organisation der Gerichte, die ansonsten in eigenen Organisationsgesetzen enthalten sind. In den Organisationsgesetzen sind gelegentlich aber auch Vorschriften enthalten, die für die Gerichtsverfahren von Bedeutung sind, etwa über Zwangsmittel gegen Zeugen im deutschen Gerichtsverfassungsgesetz (GVG) oder die Anfechtung von Justizverwaltungsakten in dessen Einführungsgesetz (EGGVG).

## Prozessordnungen in Deutschland
In Deutschland verfügt die ordentliche Gerichtsbarkeit über zwei Prozessordnungen, 
- die Zivilprozessordnung (ZPO) und
- die Strafprozessordnung (StPO)

sowie über eine Reihe von Verfahrensordnungen, von denen das Gesetz über das Verfahren in Familiensachen und in den Angelegenheiten der freiwilligen Gerichtsbarkeit in manchen Teilen Züge einer Prozessordnung aufweist. 
Von den weiteren Gerichtszweigen ist deren gesamte Tätigkeit und Organisation bundesrechtlich jeweils durch eine eigene Prozessordnung geregelt. Dies sind
- die Verwaltungsgerichtsordnung (VwGO),
- die Finanzgerichtsordnung (FGO),
- das Sozialgerichtsgesetz (SGG) und
- das Arbeitsgerichtsgesetz (ArbGG).

Diese Prozessordnungen enthalten Verweisungen auf die Zivilprozessordnung. Diese ist entsprechend anzuwenden, wenn die grundsätzlichen Unterschiede der Verfahrensarten dies nicht ausschließen (§ 173 VwGO, § 155 FGO, § 202 SGG) bzw. das ArbGG  nichts anderes bestimmt (§ 46 Abs. 2, § 64 Abs. 6, § 72 Abs. 5 ArbGG).

## Prozessordnungen in anderen Ländern
- Zivilprozessordnungen:
  - Allgemeine Gerichtsordnung (Österreich)
  - Zivilprozessordnung (Österreich)
  - Zivilprozessordnung (Schweiz)
  - Zivilprozessordnung (Liechtenstein)
  - Zivilprozessordnung (Tschechien)

- Strafprozessordnungen
  - Strafprozeßordnung (Österreich)
  - Strafprozessordnung (Schweiz)
  - Strafprozessordnung (Liechtenstein)

## Schiedsgerichtsbarkeit
Die Schiedsgerichtsbarkeit kennt Verfahrensordnungen, die einer Prozessordnung gleich stehen:
- Alternative-Streitbeilegung-Stellen (Liechtenstein)
- Alternative-Streitbeilegung-Stellen (Österreich)
- Schlichtungsstelle für den öffentlichen Personenverkehr